# 意宇川
意宇川（いうがわ）は、島根県松江市を流れる河川。斐伊川水系の支流である。日本三大船神事の一つであるホーランエンヤの舞台でもある。

## 地理
島根県松江市八雲町熊野の山間部に源を発し北東に流れ、松江市富士見町と意宇町の境界から中海に注ぐ。
長さは、約15km。
下流ではシジミが多く獲れる。

## 歴史
意宇川流域には山代二子塚や大庭鶏塚など古墳が多く、出雲東部の豪族がこの流域を支配していたとみられる。
松前健によれば、アメノホヒを祖とし、意宇川上流で熊野大神を奉斎するこの東部勢力が、大和朝廷の仲介あるいは後援の下、出雲西部に進出して、オオナムチを奉斎する西部豪族からその祭祀権を奪い、出雲一円の祭政を担ったとみられ、これこそが記紀に伝承される国譲り神話の史実の中核をなすものという。出雲大社の最高司祭（出雲国造家）が後世まで意宇に居宅し、意宇の大庭に代々の墓所を有していたことに加え、彼ら本来の奉斎神が意宇の熊野神社であったことも事実であると述べている。

## 流域の自治体
島根県
松江市